# Hà Khẩu, Hồng Hà

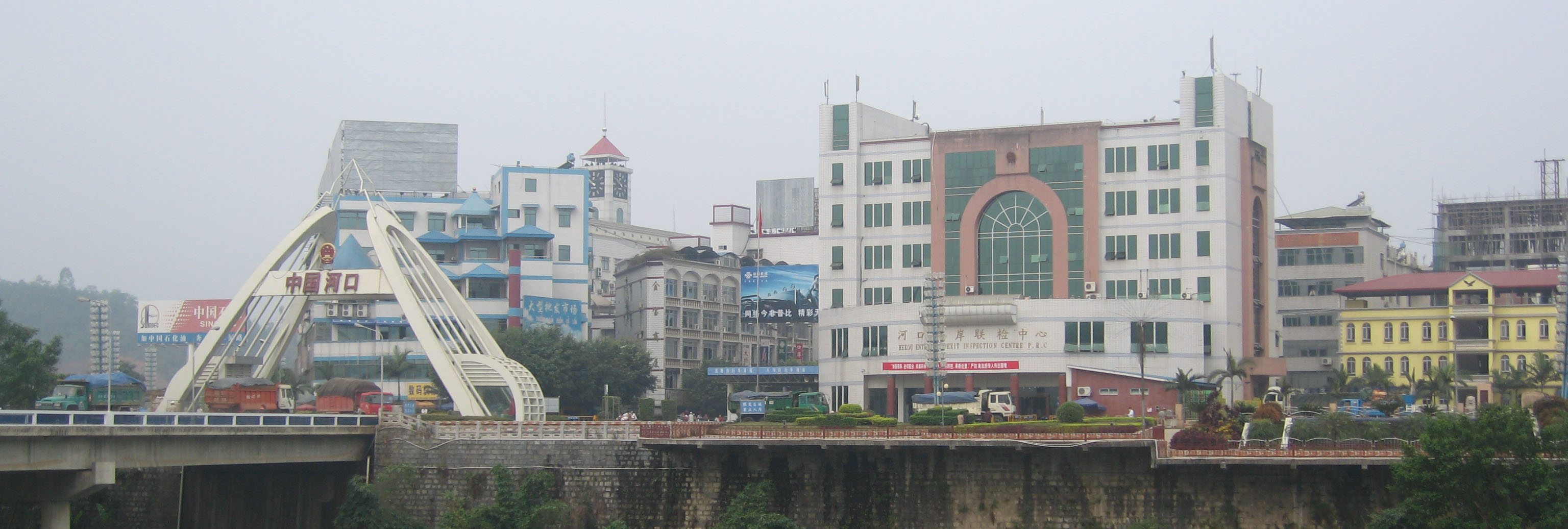
Hà Khẩu nhìn từ phía Việt Nam

Huyện tự trị dân tộc Dao Hà Khẩu (giản thể: 河口瑶族自治县; phồn thể: 河口瑤族自治縣; Hán-Việt: Hà Khẩu Dao tộc Tự trị huyện; bính âm: Hékǒu Yáozú Zìzhìxiàn; Tiếng Cáp Nê: Hoqke Yoqcuq Ziiqziifxeif) là một huyện cửa khẩu của Trung Quốc nằm gần biên giới với Việt Nam, thuộc Châu tự trị dân tộc Cáp Nê, Di Hồng Hà, phía nam của tỉnh Vân Nam, giáp biên giới với tỉnh Lào Cai, Việt Nam. Huyện có diện tích 1.313 km² và có 80.000 dân (thống kê năm 2002), được biết đến nhiều nhất như là huyện có đường xe lửa từ Côn Minh đến Hà Nội.

## Hành chính
Huyện lị là thị trấn Hà Khẩu (Hà Khẩu trấn), nhìn sang thành phố Lào Cai của Việt Nam qua sông Nậm Thi.
Huyện Hà Khẩu gồm 2 trấn và 4 hương, là các hương trấnː Liên Hoa Than (ghềnh Liên Hoa, 莲花滩乡), Dao Sơn (瑶山乡), Lão Phạm Trại (老范寨乡), Hà Khẩu (河口镇), Nam Khê (南溪镇), Kiều Đầu (桥头乡).

## Lịch sử

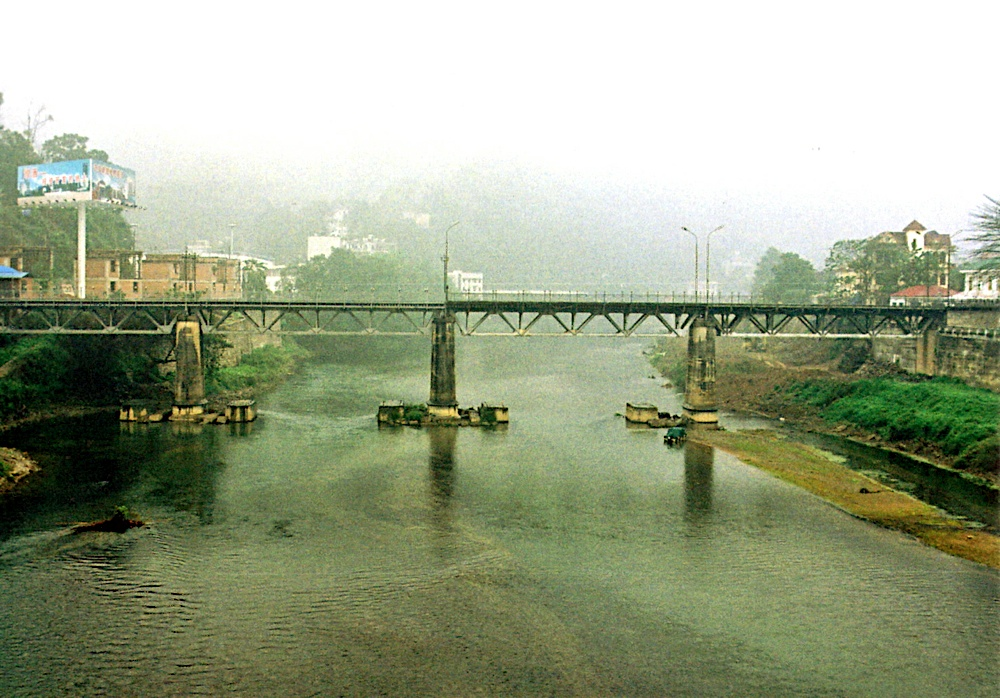
Cầu Hà Khẩu – Lào Cai.

Năm Điều Lộ thứ nhất (679), vua Cao Tông nhà Đường lập ra An Nam đô hộ phủ, đất huyện Hà Khẩu ngày nay thuộc An Nam đô hộ phủ thời đó. Vùng đất huyện Hà Khẩu châu Hồng Hà, một phần Kim Bình châu Hồng Hà và một phần huyện Mã Quan (châu Văn Sơn) ngày nay là là động Thất Quán (七綰洞), thuộc Lâm Tây Nguyên (林西原, Cao nguyên Lâm Tây, ngày nay là tỉnh Lào Cai Việt Nam). Đại Việt địa dư toàn biên của Nguyễn Văn Siêu chép rằngː "Lâm Tây nguyên ở phía tây Phong Châu, bên cạnh Lâm Tây Nguyên có động Thất Quán của người dân tộc thiểu số mà thủ lĩnh là Lý Do Độc (李猶獨), bộ thuộc có thêm các động như động Đào Hoa (桃花), tất cả đều giúp Trung Quốc canh phòng và thu thuế nơi biên ải với Nam Chiếu. Đường thư chép: Lâm Tây Nguyên trước có binh lính canh phòng cả vào mùa đông. Vào năm Đại Trung thứ tám (854) (thời vua Đường Tuyên Tông), Lý Trác, giữ chức đô hộ An Nam, đã bãi bỏ binh lính biên phòng và giao hết việc phòng biên cho thổ tù Lý Do Độc. Lý Do Độc ở vào thế cô lập không có đủ quân để canh phòng. Nhân đó, viên Thác Đông tiết độ sứ nước Nam Chiếu dụ dỗ mua chuộc ông ta theo về Nam Chiếu. Từ đó, An Nam bắt đầu bị Nam Chiếu xâm lấn. Tân Đường Thư chép rằngː An Nam Đô hộ phủ cai trị quản lĩnh châu Lâm Tây (林西州). Châu này có 2 huyện làː Lâm Tây và Cam Quất (甘橘)."  Động Đào Hoa về sau có thể là ải Lê Hoa, tức ải Liên Hoa, nằm trên biên giới Đại Việt và Trung Hoa, nay là hương Liên Hoa Than (Ghềnh Liên Hoa) của huyện Hà Khẩu. Cam Quất có thể là đất thị xã Cam Đường tỉnh Lào Cai Việt Nam ngày nay.
Sách Tân Đường thư cũng chépː "An Nam Đào Lâm nhân giả, cư Lâm Tây nguyên, Thất Quán động thủ lĩnh Lý Do Độc chủ chi, tuế tuế thú biên。Lý Trác chi tại An Nam, dã tấu bãi phòng đông binh lục thiên nhân, vị Do Độc khả đương nhất đội, át man chi nhập。Man tù dĩ nữ thê Do Độc tử, Thất Quán động cử phụ man, Vương Khoan bất năng chế。" . Dịch nghĩa làː Một người gốc Đào Lâm (桃林) ở An Nam, sống ở Lâm Tây Nguyên (林西原), là chúa Lý Do Độc (李由獨), thủ lĩnh của động Thất Quán (七綰洞), canh gác biên giới hàng năm. Lý Trác (李琢) cũng ở An Nam, tuyên bố rút bỏ 6000 binh lính phòng biên mùa đông, và bảo với Lý Do Độc hãy dùng đội thổ binh duy nhất thuộc quyền để mà kiềm chế sự xâm nhập của Nam Chiếu. Vua Nam Chiếu kết thông gia với Lý Do Độc. Độc đem toàn bộ động Thất Quán theo về Nam Chiếu, mà Vương Khoan (王寬) không thể kiểm soát được. (Vương Khoan làm đô hộ An Nam năm 861). Đại Việt sử ký tiền biên viết: "... Người Đào Lâm, Phong Châu, An Nam ở động Thất Quán [thuộc] Lâm Tây Nguyên, do thủ lĩnh Lý Do Độc làm chủ, hàng năm vẫn đóng thú biên giới gọi là phòng thủ binh, lại thường giúp Trác [thu] nộp tô thuế. Viên tri châu Phong Châu nói với Trác hãy xin bãi quân đóng thú, chuyên ủy cho Do Độc phòng giữ. Trác tâu xin bãi 6 nghìn người ở phòng thú binh và bảo Do Độc có thể tương đương một đội. Thế là Do Độc thế cô không tự lập được. Quan Thác đông tiết độ của Nam Chiếu viết thư mời Do Độc, rồi đem gả con gái cho con trai Độc, bổ làm Thác đông Thác nha (Thác đông là nói sẽ khai thác biên giới phía đông. Giao Chỉ ở phía đông Nam Chiếu cho nên đặt chức ấy). Từ đó An Nam bắt đầu có mối lo về người Man [Nam Chiếu]." Đất Hà Khẩu ngày nay, thuộc động Thất Quán thời kỳ (854-860) cũng theo về sáp nhập vào Thác Đông tiết độ sứ (拓東節度使) của Nam Chiếu.

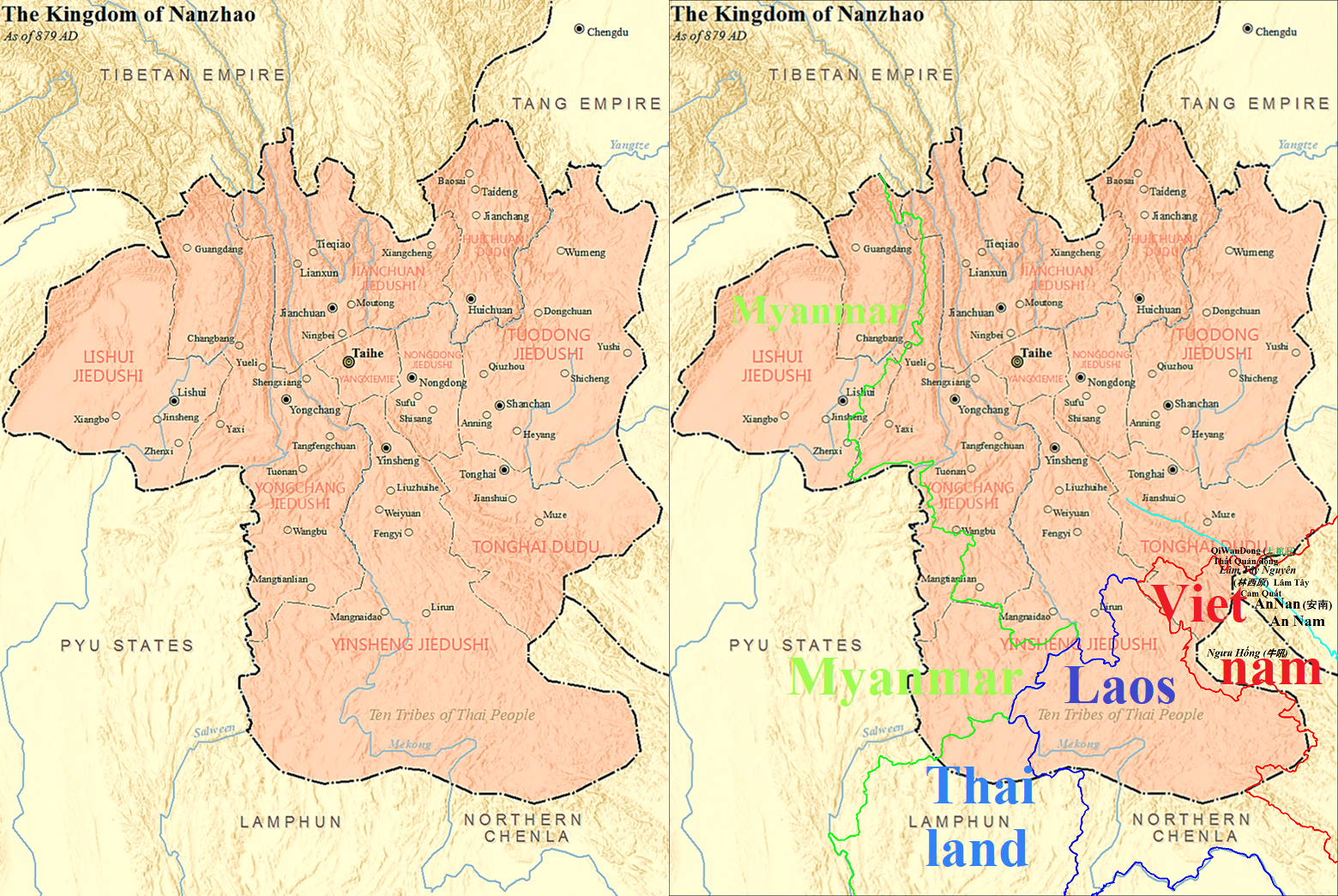
Thác Đông tiết độ sứ (Tuodong Jiedushi) và Thông Hải đô đốc (Tonghai Dudu) trong Bản đồ vương quốc Nam Chiếu.

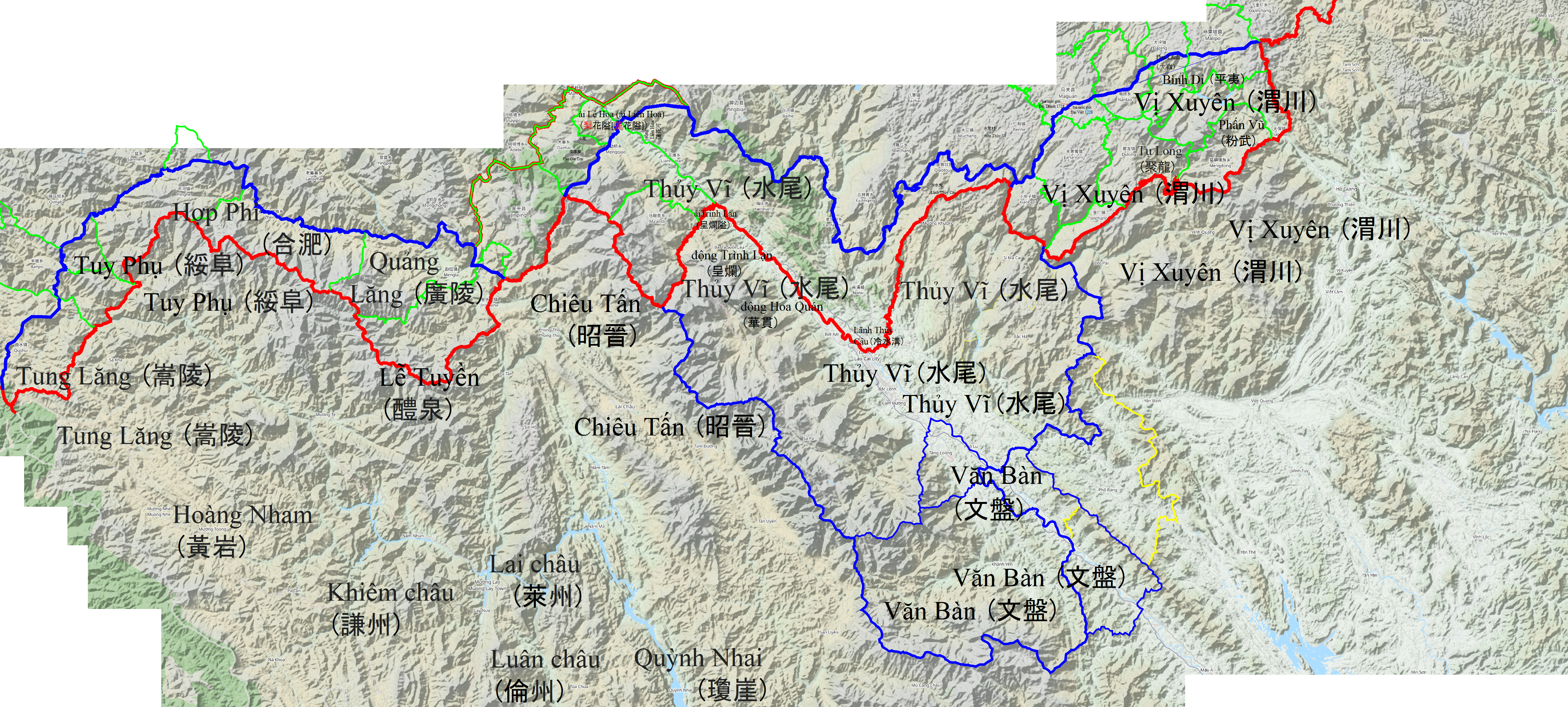
Bản đồ châu Thủy Vĩ phủ Quy Hóa trấn Hưng Hóa nước Đại Việt thời Hậu Lê.

Năm 860, Mông Thế Long lên ngôi vua Nam Chiếu sửa quốc hiệu thành Đại Lễ quốc (大禮國), và chia đôi Thác Đông tiết độ. Nửa phía Nam của Thác Đông tiết độ sứ, tiếp giáp An Nam đô hộ phủ của Đại Đường, lập thành Thông Hải đô đốc (通海都督). Đất Hà Khẩu cũng theo Thất Quán động thuộc vào Thông Hải đô đốc, nằm trên vùng biên giới đông nam của Nam Chiếu với An Nam.
Lần thứ hai, đất huyện Hà Khẩu được cho là thuộc lãnh thổ An Nam nhưng là An Nam Quốc, tức Đại Việt của Việt Nam, sớm nhất có thể là từ thời nhà Lý - Vương quốc Đại Lý (khoảng năm 1014-1037) và muộn nhất là thời nhà Minh - Nhà Lê trung hưng (khoảng năm 1644-1660). Đại Việt sử ký toàn thư chépː "Vào năm Quý Sửu, niên hiệu Thuận Thiên thứ tư (1013), mùa đông, tháng 10 âm lịch, châu Vị Long (渭龍) liên kết với man Nam Chiếu (vương quốc Đại Lý) nổi dậy chống nhà Lý. Vua Lý Thái Tổ tự dẫn quân đi đánh châu này. Thủ lĩnh châu Vị Long là Hà Yến Tuấn (何晏俊) sợ hãi, dẫn các thuộc hạ chạy vào rừng núi... Vào năm Giáp Dần  niên hiệu Thuận Thiên thứ năm (1014, tức năm Đại Trung Tường Phủ thứ bảy nhà Tống), mùa xuân, tháng Giêng âm lịch, các tướng nước Đại Lý là Dương Trường Huệ (楊長惠), Đoàn Kính Chí (段敬至)  dẫn 200000 quân Đại Lý vào cướp phá lãnh thổ Đại Cồ Việt, lập doanh trại ở bến Kim Hoa (金華步), đặt tên là Ngũ Hoa trại (五花寨). Châu mục châu Bình Lâm (平林) là Hoàng Ân Vinh (黃恩榮) đã báo cáo vụ việc cho nhà Lý. Vua sai Dực Thánh Vương (翊聖王) đưa quân đi đánh quân Đại Lý xâm lược, chặt đầu hàng nghìn người và bắt sống vô số binh lính và ngựa chiến. Vua ban chiếu cho các viên ngoại lang là Phùng Chân (馮真) và Lý Thạc (李碩) sang nước Tống báo tin thắng trận, và đem biếu 100 ngựa thu được của quân Đại Lý. Vua Tống ban chiếu cho nơi sở tại đưa các sứ nước Việt đến cửa khuyết và đón tiếp đầy đủ. Khi đến nơi, vua Tống cho mời đoàn của Phùng Chân vào yết kiến tại cung Sùng Đức, rồi theo thứ bậc ban thưởng mũ, áo, vải lụa... Vào năm Ất Mão, niên hiệu Thuận Thiên thứ sáu (1015), mùa xuân, ... tháng 2 âm lịch, ... Vua ban chiếu cho Dực Thánh Vương, Vũ Đức Vương (武德王) đi đánh các châu Đô Kim (都金), Vị Long (渭龍), Thường Tân (常新), Bình Nguyên (平原) , bắt được thủ lĩnh Hà Yến Tuấn đem về kinh sư, bêu đầu ở chợ Đông." "Năm Đinh Sửu niên hiệu Thông Thụy thứ 4 (1037), mùa xuân, ngày mồng 1 tháng 2, vua Lý Thái Tông thân đi đánh đạo Lâm Tây (林西道), sai Khai Hoàng Vương Nhật Tôn làm Đại nguyên soái đánh các châu Đô Kim, Thường Tân, Bình Nguyên, cho Phụng Càn Vương Nhật Trung làm Kinh sư lưu thủ. Quân đi từ Kinh sư đến đóng ở Lâm Tây, dẹp yên được. Tháng 3, vua từ đạo Lâm Tây về đến kinh."

Châu Thủy Vĩ (水尾), ải Liên Hoa (蓮花隘), Lãnh Câu (冷溝) các địa danh thuộc phủ Quy Hóa trấn Hưng Hóa, trong bản đồ Đại Việt quốc tổng lãm đồ (大越國總覽圖) thời nhà Lê-Trịnh.

Vào thời thuộc Minh và thời nhà Lê sơ của Đại Việt, đất huyện Hà Khẩu là một phần của châu/huyện Thủy Vĩ của Việt Nam. Địa đầu của Thủy Vĩ là ải Lê Hoa (梨花隘), sau được gọi là ải Liên Hoa (蓮花隘), nay thuộc địa phận hương Liên Hoa Than (Ghềnh Liên Hoa, ghềnh hoa sen) huyện Hà Khẩu châu Hồng Hà tỉnh Vân Nam Trung Quốc, là cửa ải biên giới giữa Đại Việt (Việt Nam) và Đại Minh (Trung Quốc). Trong chiến tranh Minh–Việt (1407–1414) và khởi nghĩa Lam Sơn, nhiều lần cánh quân Minh do Mộc Thạnh chỉ huy từ Vân Nam thường tiến vào Việt Nam qua cửa ải này. Tháng 3 năm 1427, Mộc Thạnh cùng tham tướng Từ Hanh và Đàm Trung, theo đường Vân Nam, tiến đánh cửa ải Lê Hoa. Quân của Mộc Thạnh cầm cự với quân do các tướng Phạm Văn Xảo và Trịnh Khả chỉ huy nhưng tới tháng 9 cùng năm nghe tin Liễu Thăng tử trận, phải rút quân. Trịnh Khả nhân đà đang sắc bén, tung quân ra đánh phá; chém hơn vạn thủ cấp, bắt được hơn 1.000 quân và hơn 1.000 ngựa. Mộc Thạnh chỉ kịp một người một ngựa chạy thoát. An Nam truyện trong Minh sử chép: 沐晟軍至水尾, 造船將進, 聞通已議和, 亦引退, 賊乘之, 大敗 (Mộc Thạnh quân chí Thủy Vĩ, tạo thuyền tương tiến, văn Thông dĩ nghị hòa, diệc dẫn thoái, tặc thừa chi, đại bại) nghĩa là "Mộc Thạnh kéo quân đến Thủy Vĩ, làm thuyền bè, sửa soạn để chực tiến quân. Được tin Thông đã nghị hòa, Thạnh cũng rút lui. Địch thừa thắng đổ ra đánh. Thạnh thua to.'". Theo Minh thực lục, ngày 14 tháng 12 năm 1427, Mộc Thạnh cùng thuộc hạ chạy tới Cao Trại, Thủy Vĩ thì bị quân Lam Sơn phục kích cả trên sông lẫn trên bờ, phải vất vả làm lại thuyền mới đi tiếp được. Hiện nay, tại hương Đại Trại huyện Kim Bình châu Hồng Hà, (tiếp giáp hương Liên Hoa Than), có tồn tại các địa danh là Cao Gia trại (Gaojiazhai 高家寨) và Thủy Vĩ (Shuiwei 水尾).
Địa danh Lãnh Thủy Câu (suối nước lạnh, 冷水沟, Lengshuigou) đầu nguồn con suối chảy vào sông Hồng, thuộc Mạn Chương xã khu của trấn Hà Khẩu, nằm đối diện phía bắc đền Thượng Lào Cai (châu Thủy Vĩ xưa (水尾)), có thể là nơi diễn ra trận Lãnh Câu (冷溝) kết thúc thắng lợi khởi nghĩa Lam Sơn, được Nguyễn Trãi viết trong Bình Ngô đại cáoː (冷溝之血杵漂，江水為之嗚咽；) "Suối Lãnh Câu, máu chảy thành sông, nước sông nghẹn ngào tiếng khóc".
Đại Việt thông sử của Lê Quý Đôn viết: "... Sau khi Liễu Thăng thua trận, vua sai đem bốn tên chỉ huy, thiên hộ đã bắt được, và bằng sắc ấn tín của Liễu Thăng, đưa đến cho Mộc Thạnh. Quân sĩ của Thạnh quá kinh hãi tự tan rã. Các ông Phạm Văn Xảo liền tung quân vào đánh, phá tan đạo quân đó ở Lãnh Thủy Câu (冷水溝 [ngòi nước lạnh]) và Đan Xá, chém đầu hơn vạn tên và bắt sống được rất nhiều."

## Các nhóm dân tộc
Theo số liệu năm 1994, các nhóm dân tộc ở Hà Khẩu bao gồm:
- Người Dao
- Người Tráng
- Người Miêu
- Người Lô Lô
- Người Thái
- Người Bố Y
- Người Hán
- Người Việt

Do nằm sát biên giới Việt Nam, đa số các chủ thể kinh doanh tại Hà Khẩu đều có người Việt hoặc người Trung biết tiếng Việt cơ bản. Tuy nhiên, một số cửa hàng chỉ có người Trung Quốc phục vụ và không sử dụng tiếng Anh.

## Giao thông

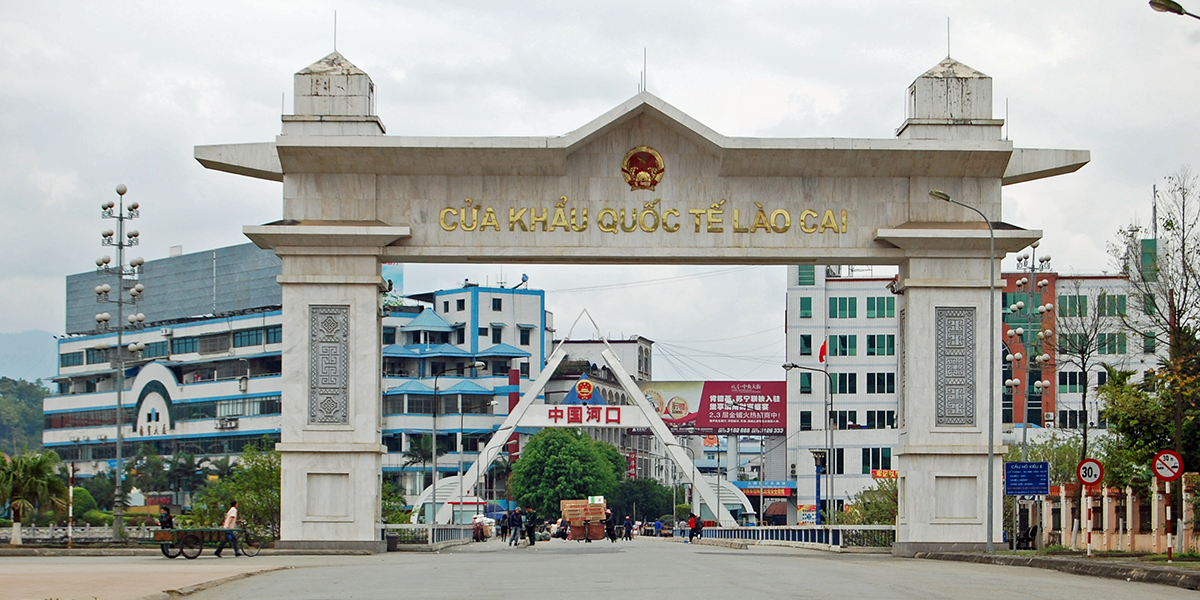
Cầu biên giới Hồ Kiều ở Hà Khẩu

Có tuyến xe buýt đến tất cả các điểm đến trong tỉnh Vân Nam, bao gồm cả dịch vụ xe chạy qua đêm từ Côn Minh. Nhiều điểm có thể đến được bằng cách trung chuyển ở Mông Tự.

### Xa lộ
Có một đường cao tốc nối liền Xinjie, một thị trấn thuộc huyện Hà Khẩu, với tỉnh Lào Cai ở miền Bắc Việt Nam. Nó được khai trương vào tháng 2 năm 2008 và đánh dấu việc hoàn thành đường cao tốc đầu tiên nối Vân Nam với một quốc gia láng giềng thuộc Hiệp hội các quốc gia Đông Nam Á (ASEAN).
Đường cao tốc Xinhe 56,3 km, 3,58 tỷ nhân dân tệ là một trong nhiều dự án cơ sở hạ tầng sẽ tăng kết nối giữa Vân Nam và ASEAN và tạo điều kiện cho việc vận chuyển người và hàng hóa giữa hai khu vực, dự kiến sẽ thấy sự gia tăng lớn về du lịch và thương mại những năm tới.

### Đường sắt
Tuyến đường sắt Hải Phòng - Vân Nam khổ hẹp, nối Côn Minh với thành phố cảng Hải Phòng, được thực dân Pháp mở cửa năm 1910, đi qua biên giới Trung Quốc-Việt Nam tại Hà Khẩu.
Vào tháng 12 năm 2014, phần cuối cùng (Mông Tự - Hà Khẩu) của tuyến đường sắt Côn Minh - Hà Khẩu tiêu chuẩn mới đã được hoàn thành. Nó kết thúc tại ga đường sắt Bắc Hà Khẩu mới, cũng được kết nối bằng đường ray hẹp đến đường sắt cũ, để tạo điều kiện cho việc di chuyển hàng hóa giữa Trung Quốc và Việt Nam.

## Kinh tế
Tuy chỉ là một thị trấn nhỏ cạnh biên giới, nhưng Hà Khẩu khá tấp nập, nhộn nhịp với nhiều trung tâm thương mại, cửa hàng mua sắm lớn và các khu ẩm thực bao gồm nhà hàng, quán ăn phục vụ các món ăn Trung Hoa như bánh bao, sủi cảo, xá xíu, trà sữa. Trung tâm thương mại Bằng Hữu là trung tâm mua sắm lớn nhất tại Hà Khẩu. Các mặt hàng được bày bán chủ yếu ở đây là quần áo, trang sức và đồ điện tử.

### Khu công nghiệp
Được thành lập lần đầu tiên vào năm 1992, Khu hợp tác kinh tế biên giới Hà Khẩu là khu vực biên giới được Hội đồng Nhà nước tại Trung Quốc phê duyệt nhằm thúc đẩy thương mại giữa Trung Quốc và Việt Nam. Nó có diện tích quy hoạch là 4,02 km2. Khu vực này đã thực hiện một số chính sách để phục vụ khách hàng của mình tại Trung Quốc từ các ngành và lĩnh vực khác nhau bao gồm đầu tư, thương mại, tài chính, thuế, nhập cư, v.v.

### Du lịch
Hà Khẩu đang trở thành một điểm đến mới hấp dẫn cho những du khách Việt Nam muốn tham quan Trung Quốc trong ngày với chi phí phải chăng, do du khách chỉ cần làm sổ thông hành và không phải trải qua các thủ tục xin thị thực thông thường, cũng như vì tiền Việt Nam được chấp nhận ở Hà Khẩu. Sổ thông hành có thời hạn một tháng, nhưng du khách chỉ được phép di chuyển tự do trong bán kính 100 km thuộc phạm vị huyện Hà Khẩu. Du khách đi trong ngày cần về trước 23h (giờ Trung Quốc) tức 22h (giờ Việt Nam). Nếu ở lại qua đêm, cần xin vé ngủ tại khu thương mại tự do thí điểm tỉnh Vân Nam.
Một địa điểm hút khách đáng chú ý ở Hà Khẩu là công viên Sơn Lâm, một công viên nhân tạo được xây theo kiểu vườn Trung Hoa, nằm cách cửa khẩu khoảng 7 km.